# Montevitozzo
Montevitozzo est une frazione située sur la commune de Sorano, province de Grosseto, en Toscane, Italie. Au moment du recensement de 2011 sa population était de 114 habitants.

## Géographie
Montevitozzo est un village médiéval situé sur les collines du tuf à 12 km au nord de Sorano et à environ 80 km de la ville de Grosseto.

## Monuments
- Église San Giacomo Maggiore, église paroissiale[1]
- Église Immacolata Concezione[1]
- Chapelle de Sant'Antonio Abate de Marcelli[1]
- Rocca di Montevitozzo, ancienne forteresse aldobrandesque